# Thomas Brand Hollis
Thomas Brand Hollis (* 1719 als Thomas Brand; † 9. September 1804) war ein britischer Geschäftsmann und Sammler.
Thomas Brands Eltern waren Dissenter (Abweichler von der anglikanischen Church of England) aus Ingatestone. Nach Besuch des Inner Temple und des Queens’ College der University of Cambridge ab 1735 studierte Thomas Brand von 1738 bis 1741 an der Glasgow University.
Brand verband eine lebenslange Freundschaft mit Thomas Hollis, einem radikalen politischen Denker. Beide bereisten gemeinsam von 1748 bis 1750 Europa. Als Hollis 1774 starb, vererbte er Thomas Brand ausgedehnten Landbesitz unter der Bedingung, dass letzterer seinen Namen annähme. Seitdem trug dieser den Namen Thomas Brand Hollis. Brand Hollis war Mitglied der Essex Street group, einer Wiege des Unitarismus in England. Er vertrat pro-amerikanische und reformatorische Positionen und war mit Joseph Priestley und Richard Price befreundet.
1756 wurde Brand Mitglied der Royal Society. 1774 gewann Brand einen Sitz im Parlament des Vereinigten Königreichs, allerdings durch Bestechung, sodass seine Wahl bereits im Februar 1775 annulliert wurde. Gemeinsam mit Richard Smith erhielt er für den Wahlbetrug eine Strafe von 1000 Mark und musste für sechs Monate ins Gefängnis. Aus Brand Hollis’ Zeit als Parlamentarier sind keine Abstimmungen oder Reden dokumentiert. 1782 wurde er in die American Academy of Arts and Sciences gewählt. Das Harvard College verlieh ihm mit dem LL. D. eine Doktorwürde.
Brand war nicht verheiratet. Er starb am 9. September 1804. Er wurde in Ingatestone begraben.